# Bettendorf (Francia)
Bettendorf è un comune francese di 492 abitanti situato nel dipartimento dell'Alto Reno nella regione del Grand Est.

## Società

### Evoluzione demografica
Abitanti censiti